# Narya
Narya är ett fiktivt föremål i J.R.R Tolkiens värld Midgård, nämligen en av de tre mäktiga alvringarna. Narya är eldens ring och bärs av Gandalf, som fick den av Círdan vid sin ankomst till Midgård; Círdan fick den i sin tur av Gil-galad, som fick den av dess upphovsman Celebrimbor. De övriga alvringarna är Nenya och Vilya.